# 密爾米頓人
密爾米頓人（Myrmidon）是希臘神話登場的民族。源自希臘語的蟻（μύρμηξ、myrmex）。由阿基里斯率領参加特洛伊戰爭。

## 神話
宙斯擄走愛吉娜至一座小島，兩人在島上生下艾亞哥斯。島因愛吉娜而得名，艾亞哥斯則成為島的國王。赫拉大怒，送來一場瘟疫，島民病死殆盡。艾亞哥斯向宙斯祈禱，忽然看見一隊螞蟻，便向宙斯祈願，希望將螞蟻變成子民以填滿空城。忽然一陣閃電，翌日，艾亞哥斯在王宮門外看見民眾多如蟻。這個民族就是密爾米頓人。

## 別說
關於密爾米頓人有一別說。密爾米頓王的女兒尤麗美杜莎，被變身為螞蟻的宙斯誘惑，兩人生下密爾米頓，被視為密爾米頓人的始祖。

## 脚注
1. ↑  . 2003: 289  [2021-11-20]. （原始内容存档于2021-11-02） （英语）.
2. ↑  Halliwell, Stephen. . Oxford University Press. 2015-11-12: 287  [2021-11-20]. ISBN 978-0-19-106623-8. （原始内容存档于2021-11-02） （英语）.